# Toyota Mega Cruiser
O Toyota Mega Cruiser (em japonês: トヨタ・メガクルーザー, Toyota Megakurūzā) é um SUV grande com tração nas quatro rodas lançado pela Toyota em 1995. É o maior veículo já construído pela Toyota, com design similar ao do Humvee e do Hummer H1.
Assim como o Humvee, o Mega Cruiser foi originalmente projetado principalmente para o uso militar, servindo como veículo de transporte das Forças de Autodefesa do Japão.
Vendido exclusivamente no Japão, o Mega Cruiser também foi usado pela polícia de algumas prefeituras, pela Federação Automobilística do Japão e pelos departamentos de bombeiros/resgate. Em 2020, foi relatado que a Toyota havia produzido 3.000 unidades antes que a produção fosse cessada. Um total de 133 Mega Cruisers foram vendidos a civis.

## História
Um protótipo do Toyota Mega Cruiser foi apresentado pela primeira vez ao público no 30º Salão do Automóvel de Tóquio, em outubro de 1993. A produção começou no final de 1995, na subsidiária Gifu Auto Body, da Toyota,  antes do início das vendas em 1996.
Foi relatado que toda a produção do Mega Cruiser foi interrompida em 2001, O motivo foram as lentas vendas devido aos impostos rígidos sobre veículos e ao Japão ter muitas ruas estreitas.
Alguns Mega Cruisers foram vendidos fora do Japão como importações paralelas.

## Desenvolvimento
O Mega Cruiser foi projetado como um SUV de grande porte e 4 portas, com um motor turbo diesel de 4,1 L em linha. O motor foi avaliado em 153 hp (114 kW) e 282 lb·ft (382 N·m) de torque a 1.800 rpm, ao mesmo tempo em que é muito robusto.  Uma transmissão automática Aisin-Warner de 4 velocidades com uma caixa de transferência de duas velocidades, distribui a potência para todas as quatro rodas.
Sua distância entre eixos é de 3.395 mm e possui 5.090 mm  de comprimento. O veículo tem 2,075 milímetros de altura e 2,170 milímetros de largura. Tem capacidade de carga de 600 kg e tem um peso bruto de 2.850 kg. O SUV apresentava bloqueios de diferencial dianteiro, central e traseiro, bem como direção nas quatro rodas. Como opcionais, tinha um sistema de pressão central dos pneus e tem um teto rígido. O Mega Cruiser tem assentos para duas pessoas na frente e quatro pessoas atrás.
O veículo tinha como objetivo testar projetos que eventualmente chegariam aos SUVs Toyota produzidos em massa, como o Land Cruiser, mas não teve sucesso financeiro para a Toyota.
Embora o Mega Cruiser tenha sido produzido pela Toyota com o volante na direita, alguns poucos foram feitos com o volante na posição da esquerda. Em 2020, tinha-se conhecimento de 12 veículos com essa configuração.

## Variantes

### Mega Cruiser (BXD10)

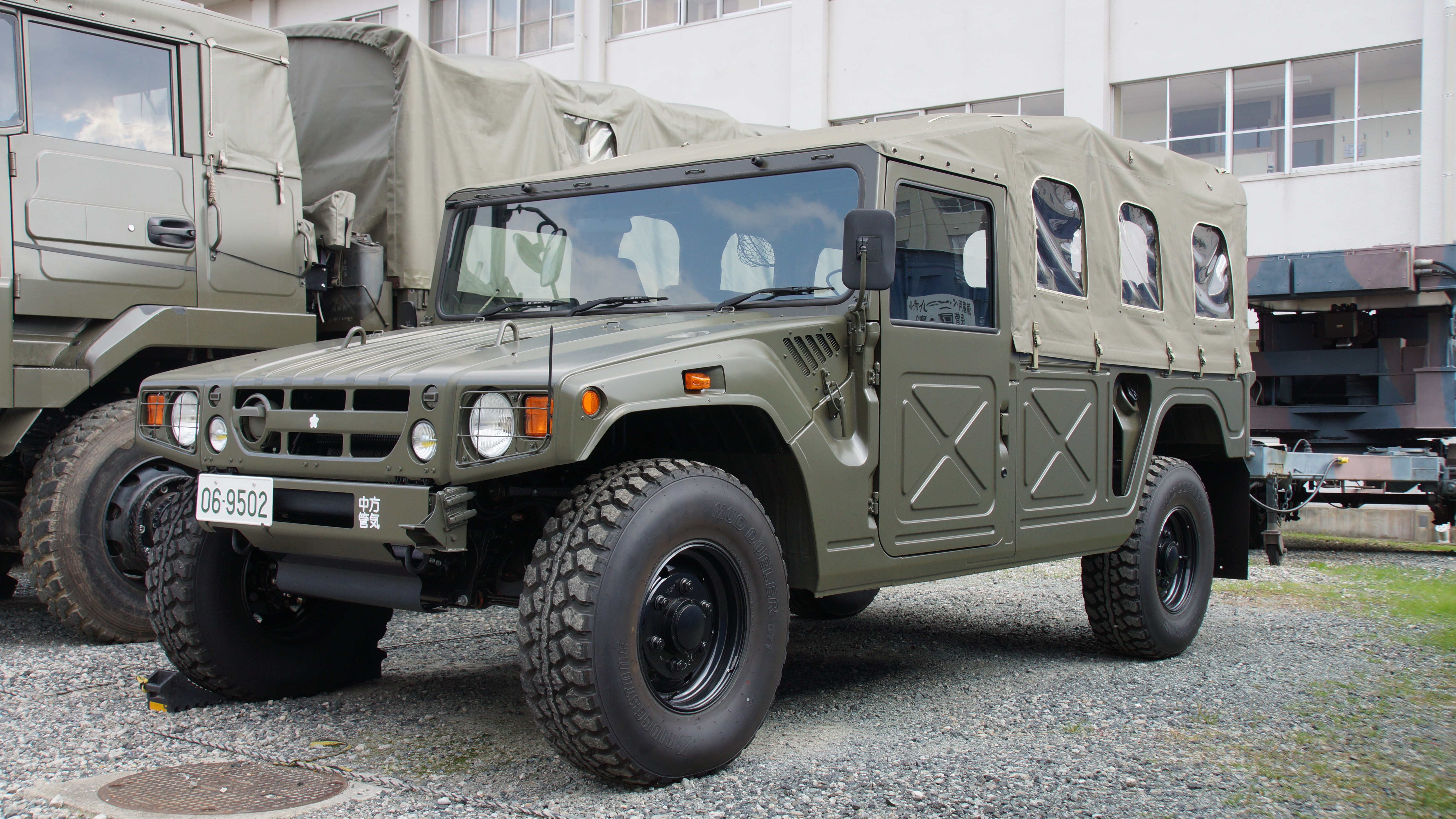
Toyota Mega Cruiser (BXD10)

A versão BXD10 foi feita para fins militares, como transporte de pessoal e equipamento militar. Nas Forças de Autodefesa do Japão, era chamado de Veículo de Alta Mobilidade, ou HMV.

### Lançador de mísseis (BXD10)

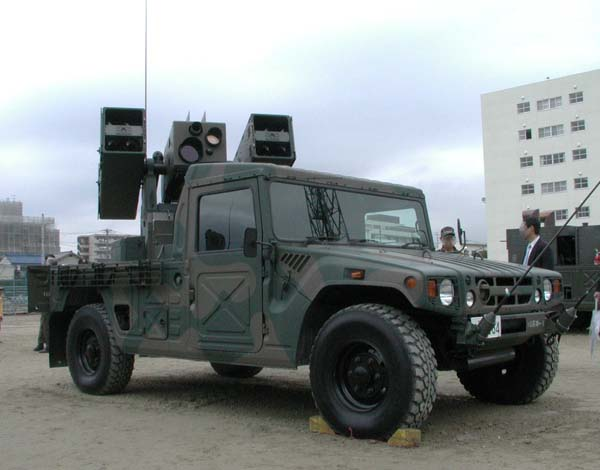
Variante de lançador de mísseis

Um BXD10 montado com um Type 93 SAM, produzido pela Toshiba Heavy Industries.

### Mega Cruiser (BXD20)

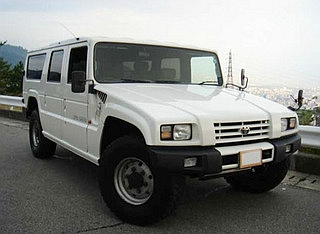
Toyota Mega Cruiser BXD20

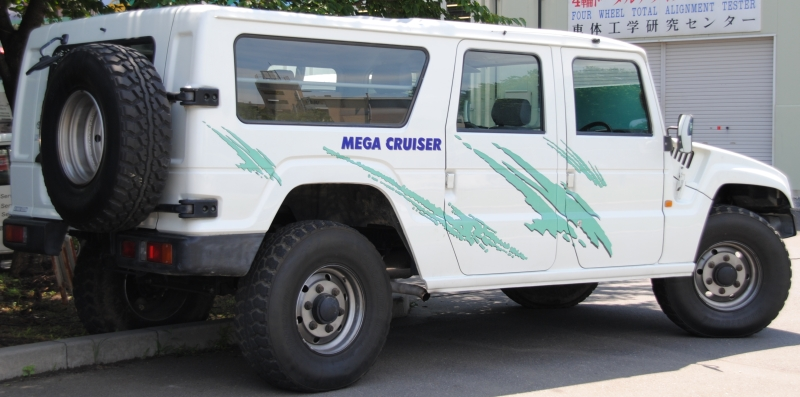
Vista traseira do Toyota Mega Cruiser BXD20

A versão BXD20 foi feita para uso civil e estava disponível com dois tipos de teto – o teto baixo padrão e o teto alto opcional. Algumas versões do BXD20 também serviram como veículos militares, enquanto outras foram usadas por departamentos de polícia e bombeiros de prefeituras e pelas Forças de Autodefesa do Japão.